# Windykajmy
Windykajmy (niem. Windtkeim) – osada w Polsce położona w województwie warmińsko-mazurskim, w powiecie kętrzyńskim, w gminie Kętrzyn.
W latach 1975–1998 miejscowość administracyjnie należała do województwa olsztyńskiego.
Wieś należy do sołectwa Sławkowo.

## Historia
W latach dwudziestych XX w. majątek ziemski w Windykajmach miał powierzchnię 200 ha. Majątek w tym czasie i do 1945 r. należał do Juliusa Kiskera. Po roku 1945 powstał tu PGR, który jako obiekt produkcyjny w ostatniej fazie ich funkcjonowania należał do Zakładu Rolnego w Sławkowie.